# Platambus glabrellus
Platambus glabrellus is een keversoort uit de familie waterroofkevers (Dytiscidae). De wetenschappelijke naam van de soort is voor het eerst geldig gepubliceerd in 1859 door Motschulsky.